# Aneides hardii
Aneides hardii е вид земноводно от семейство Plethodontidae. Видът е незастрашен от изчезване.

## Разпространение
Разпространен е в САЩ.

## Описание
Популацията на вида е стабилна.